# Hrabstwo Woodward

Piramida wieku hrabstwa

Woodward – hrabstwo w stanie Oklahoma w USA. Populacja liczy  20 081 mieszkańców (stan według spisu z 2010 roku).

## Miasta
- Fort Supply
- Mooreland
- Mutual
- Sharon
- Woodward